# Zina Garrison
Zina Lynna Garrison, zamężna Jackson (ur. 16 listopada 1963 w Houston) – amerykańska tenisistka, występująca na światowych kortach od 1982 do 1997 roku, finalistka Wimbledonu 1990 w grze pojedynczej, finalistka Australian Open 1987 i Australian Open 1992 w grze podwójnej, mistrzyni Australian Open 1987, Wimbledonu 1988 i Wimbledonu 1990 w grze mieszanej, uczestniczka Mistrzostw WTA w grze pojedynczej (1983–1993) i podwójnej (1987–1995), klasyfikowana w rankingu WTA na 4. miejscu w grze pojedynczej (1989) i na 5. miejscu w grze podwójnej (1988), brązowa medalistka letnich igrzysk olimpijskich w grze pojedynczej (1988) i mistrzyni olimpijska w grze podwójnej (1988), dwukrotna zdobywczyni Pucharu Federacji wraz z drużyną Stanów Zjednoczonych (1989, 1990), reprezentantka Stanów Zjednoczonych w Pucharze Hopmana. Tenisistka praworęczna. Do 2008 kapitan reprezentacji Stanów Zjednoczonych w Pucharze Federacji oraz na letnich igrzyskach olimpijskich 2008.

## Kariera tenisowa
Afroamerykanka, mistrzyni gry serwis-wolej, treningi tenisowe rozpoczęła w wieku 10 lat. Jako 14-latka zdobyła mistrzostwo kraju w kategorii do lat 18. Wkrótce zaliczała się do ścisłej czołówki juniorek na świecie, a takie sukcesy jak wygrana juniorskiego Wimbledonu i US Open dały jej pozycję liderki rankingu dziewcząt w 1981. W 1982 rozpoczęła karierę zawodową, już w debiucie osiągając ćwierćfinał wielkoszlemowego French Open (przegrała z Navrátilovą). Kolejnym sukcesom na korcie nie stanęła na przeszkodzie choroba, z którą Garrison zmagała się – bulimia. W 1983 Amerykanka była m.in. w półfinale Australian Open, a sezon zakończyła na 10. miejscu rankingu. Rok później odniosła pierwsze zwycięstwo turniejowe, w hali w Zurychu. W 1985 dotarła do półfinału Wimbledonu, a w 1986 w parze z Argentynką Sabatini wygrała swój pierwszy turniej deblowy (Canadian Open).
Występując w parze ze słynnym deblistą Sherwoodem Stewartem świętowała w 1987 swój pierwszy tytuł wielkoszlemowy; amerykański duet okazał się najlepszy na kortach w Melbourne (Australian Open). W tym samym turnieju Garrison dotarła do finału debla kobiet, razem z inną Afroamerykanką Lori McNeil. Pozostałe zwycięstwa wielkoszlemowe również odniosła w grze mieszanej, oba na turnieju wimbledońskim – ze Stewartem triumfowała w 1988, z Rickiem Leachem w 1990. W 1992 ponownie była w finale debla Australian Open, tym razem z Mary Joe Fernández.
Wielkie sukcesy przyniosły Zinie Garrison igrzyska w Seulu w 1988, na których tenis po wielu latach odzyskał status sportu olimpijskiego (cztery lata wcześniej był dyscypliną pokazową). Amerykanka wygrała turniej deblowy w parze z Pam Shriver, pokonując w finale Czeszki Novotną i Sukovą 4:6, 6:2, 10:8. Zdobyła również medal w grze pojedynczej, tym razem brązowy; w ćwierćfinale pokonała swoją partnerkę deblową Shriver, w półfinale nie sprostała późniejszej zwyciężczyni, Niemce Steffi Graf.
Również w 1988 była w półfinale singla na US Open, pokonując po drodze m.in. Navrátilovą (jedyne w karierze zwycięstwo Garrison nad tą rywalką), a przegrywając z Sabatini. Dalsze udane występy w kolejnym sezonie (m.in. wygrane turnieje w Oakland, Chicago i Newport) zapewniły jej najwyższą pozycję w rankingu w karierze – nr 4. W 1989 dotarła do półfinału US Open (czwarty w karierze półfinał wielkoszlemowy); w ćwierćfinale tego turnieju pokonała Chris Evert 7:6, 6:2, która tym występem zakończyła wieloletnią karierę.
Wimbledon 1990 okazał się szczytowym punktem kariery Ziny Garrison. Oprócz wspomnianego już triumfu w grze mieszanej z Rickiem Leachem dotarła po raz pierwszy (i jedyny) do singlowego finału wielkoszlemowego. Na wimbledońskiej trawie okazała się lepsza kolejno od trzech rywalek z czołowej dziesiątki na świecie – najpierw od Czeszki Sukovej (6:3, 6:3), potem Serbki Seles (nr 3 na świecie, zwyciężczyni French Open miesiąc wcześniej, 3:6, 6:3, 9:7), wreszcie Niemki Graf (liderki rankingu światowego i obrończyni tytułu, 6:3, 3:6, 6:4). W finale Amerykanka nie sprostała jednak weterance Navrátilovej (4:6, 1:6), która sięgnęła tym samym po swój dziewiąty triumf w grze pojedynczej na Wimbledonie (co stanowi niepobity rekord).
Kolejne lata nie przynosiły już tak spektakularnych sukcesów. Aż do 1993 Garrison startowała regularnie w turniejach Masters (łącznie 12 razy w singlu), odpadając jednak zazwyczaj już w I rundzie. Pięć razy grała także w Mastersie deblowym. Wielokrotnie dochodziła do czołowych rund w turniejach wielkoszlemowych (m.in. ćwierćfinały Wimbledonu 1991 i 1994), pokonywała wysoko notowane rywalki (m.in. w 1995 Lindsay Davenport i Mary Pierce), wygrywała także turnieje (ostatni w 1995 w Birmingham, w finale z McNeil). W 1993 na turnieju w Oklahoma City jako dwunasta zawodniczka w historii przekroczyła liczbę 500 zwycięstw w zawodowej karierze. Łącznie wygrała 14 turniejów w singlu i 20 w deblu (oraz 3 w grze mieszanej), a jej zarobki na korcie przekroczyły cztery i pół miliona dolarów.
Widząc spadek w rankingu i coraz słabsze rezultaty zamierzała zakończyć karierę wraz z końcem sezonu 1995, ale ostatecznie (za namową Billie Jean King i męża) występowała jeszcze sporadycznie w kolejnym roku. Pożegnała światowe korty występem w deblu na US Open w 1997, przegrywając w I rundzie (w parze z McNeil) z Davenport i Novotną w trzech setach.
Poza igrzyskami olimpijskimi (startowała także w Barcelonie w 1992) Zina Garrison reprezentowała barwy USA w walce o Puchar Federacji; była regularnym członkiem ekipy narodowej w latach 1984-1994, przyczyniając się kilkakrotnie do zdobycia trofeum (m.in. 1989 i 1990). Bilans jej występów to 22 zwycięstwa i 5 porażek (zarówno w singlu, jak i deblu); miała okazję m.in. zmierzyć się z Polkami w I rundzie Pucharu Federacji w 1990 (rywalizacja odbywała się wówczas w ciągu tygodnia, w ramach jednego turnieju) – pokonała w grze pojedynczej Katarzynę Nowak (6:0, 6:1), a w deblu, partnerując Mary Joe Fernández, nie oddała gema Renacie Skrzypczyńskiej i Magdalenie Mróz. Ponadto Garrison reprezentowała USA w Pucharze Wightman (1987-1988).
W latach 1989–1997 była zamężna (za Willardem Jacksonem), ale małżeństwo to zakończyło się rozwodem. Przez znaczną część kariery występowała pod nazwiskiem podwójnym Garrison-Jackson. Po rozwodzie ponownie popadła w bulimię (była leczona szpitalnie), w 1999 przeżyła próbę samobójczą. Na tenisowej emeryturze pozostała związana ze sportem, udzielając się jako komentatorka telewizyjna. Jest również zaangażowana w szereg inicjatyw społecznych, m.in. Zina Garrison Foundation (pomoc bezdomnym) i Zina Garrison All-Court Tennis (program edukacji przez sport). Weszła w skład Prezydenckiej Rady Kultury Fizycznej i Sportu.

## Historia występów wielkoszlemowych
Legenda
     W, wygrany turniej
     F, przegrana w finale
     SF, przegrana w półfinale
     QF, przegrana w ćwierćfinale
     xR, przegrana w x rundzie
     Qx, przegrana w x rundzie eliminacji
     A, brak startu
     NH, turniej się nie odbył
Turniej Australian Open odbył się dwukrotnie w 1977 roku (styczeń i grudzień), za to nie został rozegrany w 1986.

### Występy w grze pojedynczej
| Australian Open        | A    | A    | 1R | SF | 1R | QF | NH | QF | 2R | QF | QF | 4R | 4R | 3R | 1R | 3R | A   | 0 / 13 | 29 – 13  |  |  |  |  |  |  |  |  |  |  |  |  |  |  |  |  |  |  |
| French Open            | A    | A    | QF | 1R | 4R | 2R | 3R | A  | 4R | 3R | 1R | 1R | A  | 1R | 1R | 1R | A   | 0 / 12 | 15 – 12  |  |  |  |  |  |  |  |  |  |  |  |  |  |  |  |  |  |  |
| Wimbledon              | A    | A    | 4R | 1R | 2R | SF | 2R | A  | QF | 2R | F  | QF | 4R | 4R | QF | 3R | A   | 0 / 13 | 38 – 13  |  |  |  |  |  |  |  |  |  |  |  |  |  |  |  |  |  |  |
| US Open                | 2R   | 1R   | 4R | 4R | 3R | QF | 4R | 4R | SF | SF | QF | 4R | 4R | 3R | 4R | 4R | 1R  | 0 / 17 | 46 – 17  |  |  |  |  |  |  |  |  |  |  |  |  |  |  |  |  |  |  |
|                        |      |      |    |    |    |    |    |    |    |    |    |    |    |    |    |    |     |        |          |  |  |  |  |  |  |  |  |  |  |  |  |  |  |  |  |  |  |
| Ranking na koniec roku | Brak | Brak | 16 | 12 | 9  | 8  | 11 | 9  | 9  | 4  | 10 | 12 | 18 | 14 | 24 | 22 | 273 | 0 / 55 | 128 – 55 |  |  |  |  |  |  |  |  |  |  |  |  |  |  |  |  |  |  |

### Występy w grze podwójnej
| Australian Open        | A                   | A                   | 1R                  | 2R                  | QF | QF | NH | F  | SF | 3R | 1R | 2R | F  | QF | QF | 1R | A  | A   | 0 / 13 | 27 – 13 |  |  |  |  |  |  |  |  |  |  |  |  |  |  |  |  |  |
| French Open            | A                   | A                   | 2R                  | 1R                  | 1R | 1R | 1R | A  | QF | QF | 1R | QF | 1R | 3R | 3R | QF | A  | A   | 0 / 13 | 17 – 13 |  |  |  |  |  |  |  |  |  |  |  |  |  |  |  |  |  |
| Wimbledon              | A                   | A                   | 1R                  | 2R                  | 2R | 2R | 3R | A  | SF | QF | SF | SF | QF | SF | 1R | 3R | A  | A   | 0 / 13 | 29 – 12 |  |  |  |  |  |  |  |  |  |  |  |  |  |  |  |  |  |
| US Open                | A                   | A                   | 1R                  | 3R                  | 1R | SF | QF | QF | 2R | 3R | 3R | SF | QF | A  | A  | 3R | 1R | 1R  | 0 / 14 | 26 – 14 |  |  |  |  |  |  |  |  |  |  |  |  |  |  |  |  |  |
|                        |                     |                     |                     |                     |    |    |    |    |    |    |    |    |    |    |    |    |    |     |        |         |  |  |  |  |  |  |  |  |  |  |  |  |  |  |  |  |  |
| Ranking na koniec roku | nie był publikowany | nie był publikowany | nie był publikowany | nie był publikowany | -  | 44 | 18 | 7  | 7  | 9  | 13 | 12 | 10 | 13 | 21 | 27 | 90 | 230 | 0 / 53 | 99 – 52 |  |  |  |  |  |  |  |  |  |  |  |  |  |  |  |  |  |

### Występy w grze mieszanej
| Australian Open | Turniej nie był rozgrywany | Turniej nie był rozgrywany | Turniej nie był rozgrywany | Turniej nie był rozgrywany | Turniej nie był rozgrywany | Turniej nie był rozgrywany | Turniej nie był rozgrywany | W  | 1R | F  | F  | 1R | A  | F  | 1R | A  | A  | A | 1 / 7  | 16 – 6  |  |  |  |  |  |  |  |  |  |
| French Open     | A                          | A                          | A                          | QF                         | A                          | 3R                         | A                          | A  | 2R | SF | 2R | 3R | A  | 2R | 2R | 3R | A  | A | 0 / 9  | 10 – 9  |  |  |  |  |  |  |  |  |  |
| Wimbledon       | A                          | A                          | A                          | QF                         | 1R                         | 2R                         | 1R                         | A  | W  | 3R | W  | 2R | 2R | 3R | 1R | A  | A  | A | 2 / 11 | 22 – 8  |  |  |  |  |  |  |  |  |  |
| US Open         | A                          | A                          | QF                         | 2R                         | A                          | QF                         | 2R                         | SF | QF | QF | QF | 1R | QF | 1R | 2R | A  | 1R | A | 0 / 13 | 17 – 12 |  |  |  |  |  |  |  |  |  |
|                 |                            |                            |                            |                            |                            |                            |                            |    |    |    |    |    |    |    |    |    |    |   |        |         |  |  |  |  |  |  |  |  |  |
|                 |                            |                            |                            |                            |                            |                            |                            |    |    |    |    |    |    |    |    |    |    |   | 3 / 40 | 65 – 35 |  |  |  |  |  |  |  |  |  |

## Finały turniejów WTA
| Legenda                   | Legenda |
| ------------------------- | ------- |
| Wielki Szlem              |         |
| Igrzyska olimpijskie      |         |
| WTA Tour Championships    |         |
| WTA Doubles Championships |         |
| 1971 – 1987               |         |
| Virginia Slims Circuit    |         |
| Grand Prix Series         |         |
| Colgate Series            |         |
| 1988 – 2008               |         |
| Kategoria I               |         |
| Kategoria II              |         |
| Kategoria III             |         |
| Kategoria IV              |         |
| Kategoria V               |         |

### Gra pojedyncza 36 (14–22)
| Końcowy wynik | Nr  | Data                 | Turniej           | Nawierzchnia    | Przeciwniczka        | Wynik finału      |
| ------------- | --- | -------------------- | ----------------- | --------------- | -------------------- | ----------------- |
| Finalistka    | 1.  | 7 sierpnia 1983      | Indianapolis      | Ceglana         | Andrea Temesvári     | 2:6, 2:6          |
| Finalistka    | 2.  | 8 stycznia 1984      | Waszyngton        | Dywanowa (hala) | Hana Mandlíková      | 1:6, 1:6          |
| Finalistka    | 3.  | 30 września 1984     | Nowy Orlean       | Dywanowa (hala) | Martina Navrátilová  | 4:6, 3:6          |
| Zwyciężczyni  | 1.  | 4 listopada 1984     | Zurych            | Dywanowa (hala) | Claudia Kohde-Kilsch | 6:1, 0:6, 6:2     |
| Finalistka    | 4.  | 20 stycznia 1985     | Denver            | Dywanowa (hala) | Mareen Louie-Harper  | 4:6, 6:4, 4:6     |
| Zwyciężczyni  | 2.  | 21 kwietnia 1985     | Amelia Island     | Ceglana         | Chris Evert-Lloyd    | 6:4, 6:3          |
| Finalistka    | 5.  | 28 lipca 1985        | Indianapolis      | Ceglana         | Andrea Temesvári     | 6:7(0), 3:6       |
| Zwyciężczyni  | 3.  | 3 listopada 1985     | Zurich            | Dywanowa (hala) | Hana Mandlíková      | 6:1, 6:3          |
| Finalistka    | 6.  | 21 września 1986     | Tampa             | Twarda          | Lori McNeil          | 6:2, 5:7, 2:6     |
| Zwyciężczyni  | 4.  | 2 listopada 1986     | Indianapolis      | Twarda          | Melissa Gurney       | 6:3, 6:3          |
| Zwyciężczyni  | 5.  | 11 stycznia 1987     | Sydney            | Trawiasta       | Pam Shriver          | 6:2, 6:4          |
| Zwyciężczyni  | 6.  | 15 lutego 1987       | San Francisco     | Dywanowa (hala) | Sylvia Hanika        | 7:5, 4:6, 6:3     |
| Finalistka    | 7.  | 23 sierpnia 1987     | Toronto           | Twarda          | Pam Shriver          | 4:6, 1:6          |
| Finalistka    | 8.  | 30 października 1988 | Indianapolis      | Twarda          | Katerina Maleewa     | 3:6, 6:2, 2:6     |
| Finalistka    | 9.  | 19 lutego 1989       | Waszyngton        | Dywanowa (hala) | Steffi Graf          | 1:6, 5:7          |
| Zwyciężczyni  | 7.  | 26 lutego 1989       | Oakland           | Dywanowa        | Łarysa Sawczenko     | 6:1, 6:1          |
| Finalistka    | 10. | 18 czerwca 1989      | Birmingham        | Trawiasta       | Martina Navrátilová  | 6:7(5), 3:6       |
| Zwyciężczyni  | 8.  | 23 lipca 1989        | Newport           | Trawiasta       | Pam Shriver          | 6:0, 6:1          |
| Finalistka    | 11. | 6 sierpnia 1989      | San Diego         | Twarda          | Steffi Graf          | 4:6, 5:7          |
| Finalistka    | 12. | 5 listopada 1989     | Worcester         | Dywanowa (hala) | Martina Navrátilová  | 2:6, 3:6          |
| Zwyciężczyni  | 9.  | 12 listopada 1989    | Chicago           | Dywanowa (hala) | Łarysa Sawczenko     | 6:3, 2:6, 6:4     |
| Finalistka    | 13. | 25 lutego 1990       | Waszyngton        | Dywanowa (hala) | Martina Navrátilová  | 1:6, 0:6          |
| Zwyciężczyni  | 10. | 17 czerwca 1990      | Birmingham        | Trawiasta       | Helena Suková        | 6:4, 6:1          |
| Finalistka    | 14. | 7 lipca 1990         | Wimbledon         | Trawiasta       | Martina Navrátilová  | 4:6, 1:6          |
| Finalistka    | 15. | 28 października 1990 | Dorado            | Twarda          | Jennifer Capriati    | 7:5, 4:6, 2:6     |
| Finalistka    | 16. | 17 lutego 1991       | Chicago           | Dywanowa (hala) | Martina Navrátilová  | 1:6, 2:6          |
| Finalistka    | 17. | 27 października 1991 | Brighton          | Dywanowa (hala) | Steffi Graf          | 7:5, 4:6, 1:6     |
| Zwyciężczyni  | 11. | 23 lutego 1992       | Oklahoma City     | Twarda (hala)   | Lori McNeil          | 7:5, 3:6, 7:6(10) |
| Finalistka    | 18. | 19 kwietnia 1992     | Houston           | Ceglana         | Monica Seles         | 4:6, 3:6          |
| Zwyciężczyni  | 12. | 21 lutego 1993       | Oklahoma City     | Twarda (hala)   | Patty Fendick        | 6:2, 6:2          |
| Finalistka    | 19. | 13 czerwca 1993      | Birmingham        | Trawiasta       | Lori McNeil          | 4:6, 6:2, 3:6     |
| Finalistka    | 20. | 1 sierpnia 1993      | Stratton Mountain | Twarda          | Conchita Martínez    | 3:6, 2:6          |
| Zwyciężczyni  | 13. | 24 października 1993 | Budapeszt         | Dywanowa (hala) | Sabine Appelmans     | 7:5, 6:2          |
| Finalistka    | 21. | 7 listopada 1993     | Oakland           | Dywanowa (hala) | Martina Navrátilová  | 2:6, 6:7(1)       |
| Finalistka    | 22. | 12 czerwca 1994      | Birmingham        | Trawiasta       | Lori McNeil          | 2:6, 2:6          |
| Zwyciężczyni  | 14. | 18 czerwca 1995      | Birmingham        | Trawiasta       | Lori McNeil          | 6:3, 6:3          |

### Gra podwójna 46 (20–26)
| Końcowy wynik | Nr  | Data                 | Turniej                    | Nawierzchnia    | Partnerka           | Przeciwniczki                             | Wynik finału        |
| ------------- | --- | -------------------- | -------------------------- | --------------- | ------------------- | ----------------------------------------- | ------------------- |
| Zwyciężczyni  | 1.  | 10 sierpnia 1986     | Montreal                   | Twarda          | Gabriela Sabatini   | Pam Shriver Helena Suková                 | 7:6(2), 5:7, 6:4    |
| Finalistka    | 1.  | 19 października 1986 | Filderstadt                | Twarda (hala)   | Gabriela Sabatini   | Martina Navrátilová Pam Shriver           | 6:7(5), 4:6         |
| Zwyciężczyni  | 2.  | 2 listopada 1986     | Indianapolis               | Twarda          | Lori McNeil         | Candy Reynolds Anne Smith                 | 4:5 krecz           |
| Finalistka    | 2.  | 24 stycznia 1987     | Australian Open            | Trawiasta       | Lori McNeil         | Martina Navrátilová Pam Shriver           | 1:6, 0:6            |
| Finalistka    | 3.  | 15 lutego 1987       | San Francisco              | Dywanowa (hala) | Gabriela Sabatini   | Hana Mandlíková Wendy Turnbull            | 4:6, 6:7(4)         |
| Finalistka    | 4.  | 29 marca 1987        | Waszyngton                 | Dywanowa (hala) | Lori McNeil         | Elise Burgin Pam Shriver                  | 1:6, 6:3, 4:6       |
| Finalistka    | 5.  | 12 kwietnia 1987     | Hilton Head                | Ceglana         | Lori McNeil         | Mercedes Paz Eva Pfaff                    | 6:7(6), 5:7         |
| Finalistka    | 6.  | 26 kwietnia 1987     | Houston                    | Dywanowa (hala) | Lori McNeil         | Kathy Jordan Martina Navrátilová          | 2:6, 4:6            |
| Finalistka    | 7.  | 16 sierpnia 1987     | Los Angeles                | Twarda          | Lori McNeil         | Martina Navrátilová Pam Shriver           | 3:6, 4:6            |
| Zwyciężczyni  | 3.  | 23 sierpnia 1987     | Toronto                    | Twarda          | Lori McNeil         | Claudia Kohde-Kilsch Helena Suková        | 6:1, 6:2            |
| Zwyciężczyni  | 4.  | 4 października 1987  | Nowy Orlean                | Dywanowa (hala) | Lori McNeil         | Mareen Louie-Harper Heather Ludloff       | 6:3, 6:3            |
| Finalistka    | 8.  | 18 października 1987 | Filderstadt                | Dywanowa (hala) | Lori McNeil         | Martina Navrátilová Pam Shriver           | 1:6, 2:6            |
| Finalistka    | 9.  | 15 listopada 1987    | Chicago                    | Dywanowa (hala) | Lori McNeil         | Claudia Kohde-Kilsch Helena Suková        | 4:6, 3:6            |
| Finalistka    | 10. | 14 lutego 1988       | Dallas                     | Twarda          | Gigi Fernández      | Lori McNeil Eva Pfaff                     | 6:2, 4:6, 5:7       |
| Zwyciężczyni  | 5.  | 13 marca 1988        | Boca Raton                 | Twarda          | Katrina Adams       | Claudia Kohde-Kilsch Helena Suková        | 4:6, 7:5, 6:4       |
| Finalistka    | 11. | 27 marca 1988        | Miami                      | Twarda          | Gigi Fernández      | Steffi Graf Gabriela Sabatini             | 6:7(6), 2:6         |
| Zwyciężczyni  | 6.  | 17 kwietnia 1988     | Amelia Island              | Ceglana         | Eva Pfaff           | Katrina Adams Penny Barg                  | 4:6, 6:2, 7:6(5)    |
| Zwyciężczyni  | 7.  | 24 kwietnia 1988     | Houston                    | Ceglana         | Katrina Adams       | Lori McNeil Martina Navrátilová           | 6:7(4), 6:2, 6:4    |
| Finalistka    | 12. | 21 sierpnia 1988     | Montreal                   | Twarda          | Pam Shriver         | Jana Novotná Helena Suková                | 6:7(2), 6:7(6)      |
| Zwyciężczyni  | 8.  | 30 września 1988     | Igrzyska Olimpijskie, Seul | Twarda          | Pam Shriver         | Jana Novotná Helena Suková                | 4:6, 6:2, 10:8      |
| Finalistka    | 13. | 30 października 1988 | Indianapolis               | Twarda          | Katrina Adams       | Łarysa Sawczenko Natalla Zwierawa         | 2:6, 1:6            |
| Zwyciężczyni  | 9.  | 27 listopada 1988    | Tokio, WTA Doubles         | Dywanowa (hala) | Katrina Adams       | Gigi Fernández Robin White                | 7:5, 7:5            |
| Zwyciężczyni  | 10. | 5 lutego 1989        | Tokio                      | Dywanowa (hala) | Katrina Adams       | Mary Joe Fernández Claudia Kohde-Kilsch   | 6:3, 3:6, 7:6(5)    |
| Zwyciężczyni  | 11. | 30 kwietnia 1989     | Houston                    | Ceglana         | Katrina Adams       | Gigi Fernández Lori McNeil                | 6:3, 6:4            |
| Zwyciężczyni  | 12. | 25 czerwca 1989      | Eastbourne                 | Trawiasta       | Katrina Adams       | Jana Novotná Helena Suková                | 6:3, krecz          |
| Zwyciężczyni  | 13. | 25 lutego 1990       | Waszyngton                 | Dywanowa (hala) | Martina Navrátilová | Ann Henricksson Dianne Van Rensburg       | 6:0, 6:3            |
| Finalistka    | 14. | 24 czerwca 1990      | Eastbourne                 | Trawiasta       | Patty Fendick       | Łarysa Sawczenko-Neiland Natalla Zwierawa | 6:7(5), 6:4, 5:7    |
| Zwyciężczyni  | 14. | 12 sierpnia 1990     | San Diego                  | Twarda          | Patty Fendick       | Elise Burgin Rosalyn Fairbank             | 6:4, 7:6(5)         |
| Zwyciężczyni  | 15. | 21 października 1990 | Filderstadt                | Dywanowa (hala) | Mary Joe Fernández  | Mercedes Paz Arantxa Sánchez Vicario      | 7:5, 6:3            |
| Zwyciężczyni  | 16. | 24 marca 1991        | Miami                      | Twarda          | Mary Joe Fernández  | Gigi Fernández Jana Novotná               | 7:5, 6:2            |
| Finalistka    | 15. | 13 października 1991 | Zurych                     | Dywanowa (hala) | Lori McNeil         | Jana Novotná Andrea Strnadová             | 4:6, 3:6            |
| Finalistka    | 16. | 27 października 1991 | Brighton                   | Dywanowa (hala) | Lori McNeil         | Pam Shriver Natalla Zwierawa              | 1:6, 2:6            |
| Finalistka    | 17. | 17 listopada 1991    | Filadelfia                 | Dywanowa (hala) | Mary Joe Fernández  | Łarysa Neiland Jana Novotná               | 2:6, 4:6}           |
| Finalistka    | 18. | 12 stycznia 1992     | Sydney                     | Twarda          | Mary Joe Fernández  | Arantxa Sánchez Vicario Helena Suková     | 6:7(4), 7:6(4), 2:6 |
| Finalistka    | 19. | 26 stycznia 1992     | Australian Open            | Twarda          | Mary Joe Fernández  | Arantxa Sánchez Vicario Helena Suková     | 4:6, 6:7(3)         |
| Finalistka    | 20. | 16 lutego 1992       | Chicago                    | Dywanowa (hala) | Katrina Adams       | Martina Navrátilová Pam Shriver           | 2:6, 4:6            |
| Finalistka    | 21. | 12 kwietnia 1992     | Amelia Island              | Ceglana         | Jana Novotná        | Arantxa Sánchez Vicario Natalla Zwierawa  | 1:6, 0:6            |
| Finalistka    | 22. | 21 czerwca 1992      | Eastbourne                 | Trawiasta       | Mary Joe Fernández  | Łarysa Neiland Jana Novotná               | 0:6, 3:6            |
| Finalistka    | 23. | 16 sierpnia 1992     | Los Angeles                | Twarda          | Pam Shriver         | Arantxa Sánchez Vicario Helena Suková     | 4:6, 2:6            |
| Zwyciężczyni  | 17. | 14 lutego 1993       | Chicago                    | Dywanowa (hala) | Katrina Adams       | Amy Frazier Kimberly Po                   | 7:6(3), 6:3         |
| Zwyciężczyni  | 18. | 21 lutego 1993       | Oklahoma City              | Twarda (hala)   | Patty Fendick       | Katrina Adams Manon Bollegraf             | 6:3, 6:2            |
| Finalistka    | 24. | 9 maja 1993          | Rzym                       | Ceglana         | Mary Joe Fernández  | Jana Novotná Arantxa Sánchez Vicario      | 4:6, 2:6            |
| Zwyciężczyni  | 19. | 10 października 1993 | Zurych                     | Dywanowa (hala) | Martina Navrátilová | Gigi Fernández Natalla Zwierawa           | 6:3, 5:7, 6:3       |
| Finalistka    | 25. | 27 marca 1994        | Houston                    | Ceglana         | Katrina Adams       | Manon Bollegraf Martina Navrátilová       | 4:6, 2:6            |
| Zwyciężczyni  | 20. | 12 czerwca 1994      | Birmingham                 | Trawiasta       | Łarysa Neiland      | Catherine Barclay Kerry-Anne Guse         | 6:4, 6:4            |
| Finalistka    | 26. | 5 listopada 1995     | Oakland                    | Dywanowa (hala) | Katrina Adams       | Lori McNeil Helena Suková                 | 6:3, 4:6, 3:6       |

### Gra mieszana 6 (3–3)
| Końcowy wynik | Nr | Data             | Turniej         | Nawierzchnia | Partner          | Przeciwnicy                             | Wynik finału     |
| ------------- | -- | ---------------- | --------------- | ------------ | ---------------- | --------------------------------------- | ---------------- |
| Zwyciężczyni  | 1. | 25 stycznia 1987 | Australian Open | Trawiasta    | Sherwood Stewart | Anne Hobbs Andrew Castle                | 3:6, 7:6(5), 6:3 |
| Zwyciężczyni  | 2. | 3 lipca 1988     | Wimbledon       | Trawiasta    | Sherwood Stewart | Gretchen Magers Kelly Jones             | 6:1, 7:6(3)      |
| Finalistka    | 1. | 28 stycznia 1989 | Australian Open | Twarda       | Sherwood Stewart | Jana Novotná Jim Pugh                   | 3:6, 4:6         |
| Finalistka    | 2. | 27 stycznia 1990 | Australian Open | Twarda       | Rick Leach       | Natalla Zwierawa Jim Pugh               | 6:4, 2:6, 3:6    |
| Zwyciężczyni  | 3. | 8 lipca 1990     | Wimbledon       | Trawiasta    | Rick Leach       | Elizabeth Smylie John Fitzgerald        | 7:5, 6:2         |
| Finalistka    | 4. | 30 stycznia 1993 | Australian Open | Twarda       | Rick Leach       | Arantxa Sánchez Vicario Todd Woodbridge | 5:7, 4:6         |

## Występy w Turnieju Mistrzyń

### W grze pojedynczej
| Rok             | Rezultat    | Rywalka                 | Wynik            |
| 1983            | I runda     | Chris Evert             | 3:6, 0:6         |
| 1984            | I runda     | Carling Bassett         | 4:6, 4:6         |
| 1985            | Ćwierćfinał | Hana Mandlíková         | 3:6, 4:6         |
| 1986 (marzec)   | I runda     | Hana Mandlíková         | 6:2, 3:6, 2:6    |
| 1986 (listopad) | I runda     | Claudia Kohde-Kilsch    | 3:6, 5:7         |
| 1987            | I runda     | Steffi Graf             | 0:6, 3:6         |
| 1988            | I runda     | Helena Suková           | 6:2, 3:6, 3:6    |
| 1989            | Ćwierćfinał | Gabriela Sabatini       | 3:6, 7:5, 3:6    |
| 1990            | I runda     | Conchita Martínez       | 3:6, 0:6         |
| 1991            | I runda     | Arantxa Sánchez Vicario | 6:4, 1:6, 0:6    |
| 1992            | I runda     | Arantxa Sánchez Vicario | 6:7, 1:6         |
| 1993            | I runda     | Jana Novotná            | 4:6, 7:6(5), 3:6 |

### W grze podwójnej
| Rok  | Rezultat    | Partnerka          | Przeciwniczki                   | Wynik         |
| 1987 | Ćwierćfinał | Lori McNeil        | Elise Burgin Rosalyn Fairbank   | 6:2, 2:6, 1:6 |
| 1989 | Ćwierćfinał | Katrina Adams      | Elizabeth Smylie Wendy Turnbull | 3:6, 6:7      |
| 1991 | Półfinał    | Mary Joe Fernández | Gigi Fernández Jana Novotná     | 3:6, 6:3, 1:6 |
| 1992 | Ćwierćfinał | Mary Joe Fernández | Martina Navrátilová Pam Shriver | 1:6, 4:6      |
| 1995 | Ćwierćfinał | Katrina Adams      | Gigi Fernández Natalla Zwierawa | 6:7(4), 1:6   |

## Występy w turnieju WTA Doubles Championships
| Rok  | Rezultat    | Partnerka             | Przeciwniczki                   | Wynik    |
| 1988 | Zwycięstwo  | Katrina Adams         | Gigi Fernández Robin White      | 7:5, 7:5 |
| 1995 | Półfinał    | Katrina Adams         | Meredith McGrath Łarysa Neiland | 5:7, 1:6 |
| 1996 | Ćwierćfinał | Kathy Rinaldi-Stunkel | Katrina Adams Mariaan de Swardt | 2:6, 4:6 |

## Występy w igrzyskach olimpijskich

### Gra pojedyncza
| Runda                                                                                            | Przeciwniczka                      | Wynik         |  |
| ------------------------------------------------------------------------------------------------ | ---------------------------------- | ------------- |  |
|                                                                                                  |                                    |               |  |
| Letnie Igrzyska Olimpijskie w Seulu 1988, reprezentując państwo Stany Zjednoczone [8]            |                                    |               |  |
| I runda                                                                                          | wolny los                          | wolny los     |  |
| II runda                                                                                         | Meksyk: Claudia Hernández          | 6:1, 6:4      |  |
| III runda                                                                                        | Austria: Barbara Paulus            | 7:5, 6:2      |  |
| Ćwierćfinał                                                                                      | Stany Zjednoczone: Pam Shriver [4] | 6:2, 6:3      |  |
| Półfinał                                                                                         | RFN: Steffi Graf [1]               | 2:6, 0:6      |  |
| O brązowy medal                                                                                  | Bułgaria: Manuela Maleewa [7]      | nierozgrywany |  |
|                                                                                                  |                                    |               |  |
| Letnie Igrzyska Olimpijskie w Barcelonie 1992, reprezentując państwo Stany Zjednoczone [12] (WC) |                                    |               |  |
| I runda                                                                                          | Południowa Afryka: Amanda Coetzer  | 5:7, 1:6      |  |

### Gra podwójna
| Runda                                                                             | Partnerka       | Przeciwniczki                                   | Wynik          |
| --------------------------------------------------------------------------------- | --------------- | ----------------------------------------------- | -------------- |
|                                                                                   |                 |                                                 |                |
| Letnie Igrzyska Olimpijskie w Seulu 1988, reprezentując państwo Stany Zjednoczone |                 |                                                 |                |
| I runda                                                                           | Pam Shriver [1] | wolny los                                       | wolny los      |
| Ćwierćfinał                                                                       | Pam Shriver [1] | Francja Isabelle Demongeot / Nathalie Tauziat   | 7:5, 6:2       |
| Półfinał                                                                          | Pam Shriver [1] | Australia Elizabeth Smylie / Wendy Turnbull     | 7:6(5), 6:4    |
| O złoty medal                                                                     | Pam Shriver [1] | Czechosłowacja Jana Novotná / Helena Suková [3] | 4:6, 6:2, 10:8 |